# Thomonde
Thomonde (Haitianisch-Kreolisch Tomonn) ist eine Gemeinde im Département Centre von Haiti.

## Geschichte
Thomonde wurde im Jahr 1930 während der amerikanischen Besatzung gegründet. Der vormals Cabral genannte Ort hatte eine strategisch günstige Lage.
Im Jahr 1937 wurde Thomonde zum Schauplatz eines massiven Überfalls vagabundierender Banden, die unter der Ägide des dominikanischen Führers Trujillo Vorstöße nach Haiti unternahmen, plünderten und marodierten.
Die Gemeinde wurde Ende der 2000er Jahre von der Regierung Préval zu einem Wahlkreis für die Abgeordnetenkammer erhoben. Der erste gewählte Abgeordnete war Enel Appolom, der Prévals politischer Plattform Lespwa angehörte.

## Lage und Beschreibung
Neben dem Stadtzentrum Ville de Thomonde bestehen vier Gemeindebezirke:
1. Cabral mit Ananas, Bastien, Benaco, Bento, Bois Connin, Bois Joli, Boujouque, Boulaille-Boeuf, Ca Joufran, Cayepin, Cerca, Compognon, Desruisseau, Du Parc, Epin, Georges-Tombes, Goyable, Grosse-Plaine, La Source, Maringoin, Mauge, Moucadie, Palmares, Sans-Boute, Savane-Baptiste, Savane-Longue und Savanette,
2. Tierra-Muscady mit Barranque, Basse Thomonde, Benèche, Bigaille, Biton, Canne, Cerca 2bré, Eau Carrée, Eau Yguey, El Bail, El Bay, Ladoboc, Ladora, La Hoye, Lecarré, Marchal, Monocite, Nan Biton, Salmadère und Savane-Cajou,
3. Baille-Tourrible mit Baraque, Baycite, Bon Camp, Boucantal, Boucanyone, Cimetière, Corail, Coupeau, Debois, Haut-Piège, Hermani, Jedipe, La Canhique, Marécage, Nan Brule, Nan Marecage, Platanal, Roche-Sapate, Saint-Fleur und Verado sowie
4. La Hoye mit Ananas, Batey, Bédine, Caïmite, Caïmittes, Candelon, Canot, Charles-Joly, Dessabie, Embouchure, Fond Pierre, La Goas, La Yaille, Locacao, Lo Capa, Lopahon, Marché, Palissa, Paniac, Paredon, Pilon, Rente-Soldat, Savane-Calebasses, Savane-Perdue, St Antoine, Thomonde, Ti Péligre, Ti Trou, Tombacalème und Vieux Caille.

Die Route Nationale RN-3 verbindet Thomonde mit Hinche im Norden (18 Kilometer) und im Südwesten mit Mirebalais (38 Kilometer).

## Personen aus Thomonde
- Joseph Jouthe (* 1961), haitianischer Politiker